# Éditions de l'Ateneo
Les Éditions de l'Ateneo (en italien Edizioni dell'Ateneo) sont une maison d'édition universitaire fondée en 1946 à Rome. En 1989, cette maison a été rachetée par les Éditions Fabrizio Serra (it) et intégrée aux collections de ces dernières.

## Histoire
Les Éditions de l'Ateneo sont fondées en 1946 par une famille juive d'imprimeurs de la région du Frioul. Le premier directeur en est Aldo Quinti.
En 1989, la maison est rachetée par les Éditions Fabrizio Serra (it).